# Roger Keller
Roger Keller (* 28. Februar 1977 in Zürich) ist ein ehemaliger Basketballspieler. Er spielte von 1997 bis 2009 in den Schweizer Nationalligen A und B.
Sein Debüt in der höchsten Schweizer Spielklasse der Nationalliga A gab Keller im Jahre 1997 beim Basketballclub KZO Wetzikon und wurde Schweizer Meister. 1998 absolvierte er die Rekrutenschule für Sportler an der Sportschule Magglingen. Dort traf er u. a. auf den damaligen Bundesrat Adolf Ogi im Zusammenhang mit der schweizweit erstmaligen Einführung der Berufsausbildung zum Berufssportler. Während der nächsten 10 Saisons spielte Keller für verschiedene Teams in den beiden höchsten Schweizer Spielklassen.
2009 erkrankte Keller an Granulomatose mit Polyangiitis. Da die Krankheit erst im fortgeschrittenen Stadium erkannt wurde und bereits ein lebens- sowie organbedrohendes Ausmass erreicht hatte, wäre er der Krankheit beinahe erlegen. Heute ist er vollständig geheilt.
Keller war als Cheftrainer beim Grasshoppers Club Zürich – Sektion Basketball als Cheftrainer des Nationalliga B-Damen-Teams sowie als verantwortlicher Cheftrainer im Athletik-, Kraft- und Konditionstraining tätig. Nebenbei führte er bis 2022 als Personal Trainer und Motivationscoach ein eigenes Unternehmen, vorwiegend in Zürich und Umgebung. Seit April 2022 befindet sich Keller auf Weltreise.